# Fred Iklé

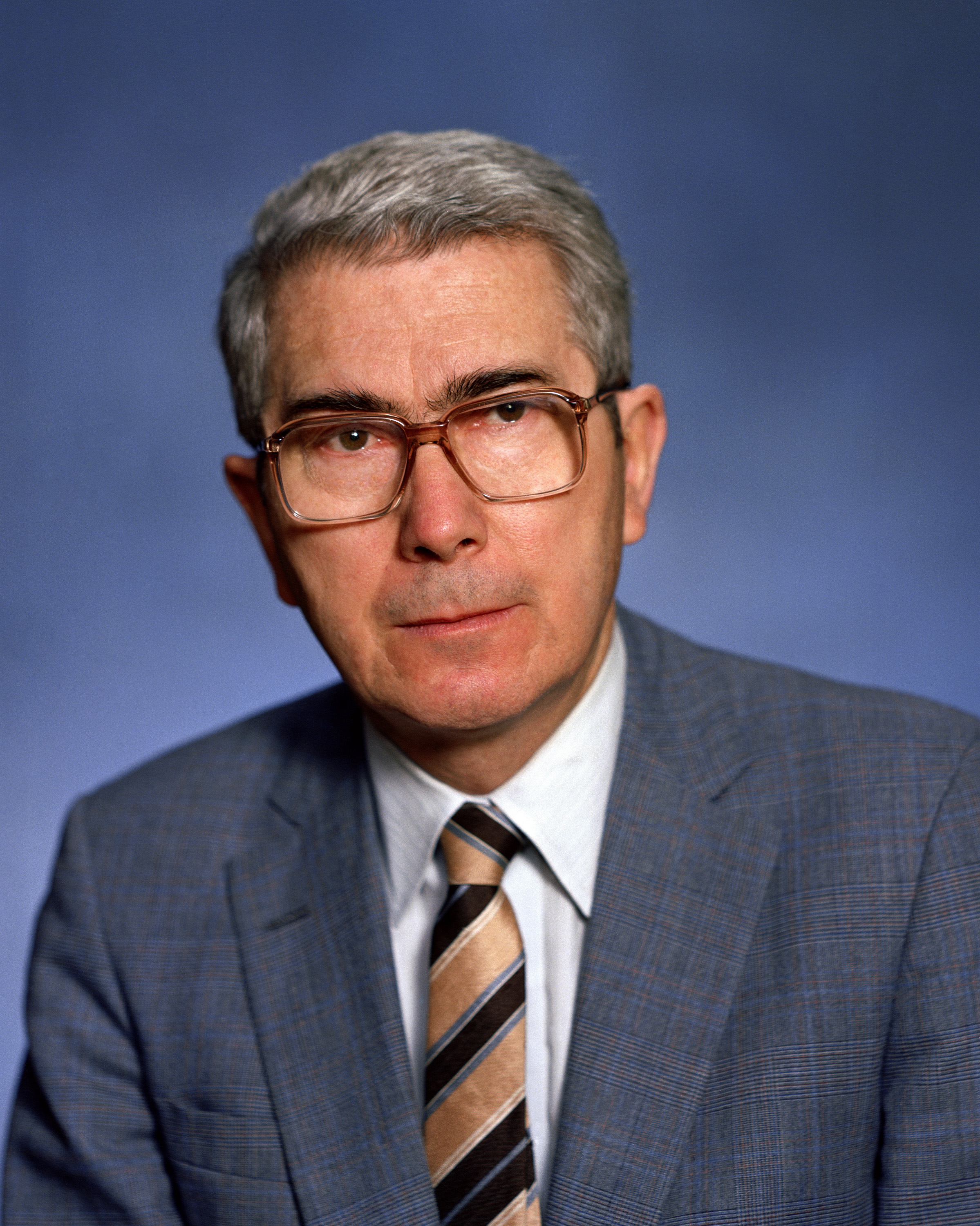
Fred Iklé (1983)

Fred Charles Iklé (* 21. August 1924 in Sils im Engadin/Segl als Fritz Karl Iklé; † 10. November 2011 in Bethesda, Maryland) war ein schweizerisch-amerikanischer Politikwissenschaftler und Unterstaatssekretär.

## Leben
Fred Iklé wurde in der Schweiz geboren und wuchs in St. Gallen auf. Er studierte an der Universität Zürich, bevor er 1946 in die Vereinigten Staaten auswanderte und Professor für Politikwissenschaft am MIT wurde.
Von 1973 bis 1977 war Iklé Direktor der Arms Control and Disarmament Agency. Von 1981 bis 1987 war er Under Secretary for Defense Policy. Er schlug vor, im Afghanistankrieg die islamistischen Widerstandskämpfer mit Stinger-Luftabwehrraketen zu bewaffnen, dies wurde mit der National Security Decision Directive 166 umgesetzt.
Zusammen mit Albert Wohlstetter verfasste er im US-Verteidigungsministerium die Strategie der Discriminate Deterrence. Nach seiner Pensionierung war er im Center for Strategic and International Studies tätig.
Fred Iklé war verheiratet und Vater zweier Töchter. Er war der Cousin der ehemaligen Schweizer Bundesrätin Elisabeth Kopp.

## Schriften (Auswahl)
- How nations negotiate. Harper & Row, New York 1964. Deutsche Ausgabe 'Strategie und Taktik des diplomatischen Verhandelns', C. Bertelsmann Verlag, Gütersloh, 1965. Einleitung von Wilhelm G. Grewe.
- Every war must end. Columbia University Press, New York 1970.